# Aléxandros Svólos
Alexandros Svolos (;n. 1892 - f. 1952) foi um político da Grécia. Ocupou o cargo de primeiro-ministro da Grécia de 18 de Abril de 1944 até 2 de Setembro de 1944.